# اندیس چاه الله
چاه الله یک اندیس فلزی است که در حوالی شهر رفسنجان استان کرمان قرار دارد و مادهٔ معدنی موجود در آن، سرب و روی است.  